# Mallos kraussi
Mallos kraussi là một loài nhện trong họ Dictynidae.
Loài này thuộc chi Mallos. Mallos kraussi được Willis J. Gertsch miêu tả năm 1946.